# 2675 Tolkien
2675 Tolkien è un asteroide della fascia principale. Scoperto nel 1982, presenta un'orbita caratterizzata da un semiasse maggiore pari a 2,2129307 UA e da un'eccentricità di 0,1017071, inclinata di 2,75314° rispetto all'eclittica.
L'asteroide è dedicato allo scrittore e filologo britannico J. R. R. Tolkien, il quale ha anche avuto per tutta la vita una passione per l'astronomia.